# Billy Hamilton (musicista)
William Francis Alexander Hamilton (Burlington, 13 agosto 1984) è un bassista canadese, membro della band post-hardcore/emo canadese Silverstein, di cui fa parte dal 2001.

## Carriera musicale
Inizia a interessarsi alla musica per influenza del fratello maggiore, che ascoltava band come Nirvana e The Smashing Pumpkins ai tempi della high school. Spesso frequentava i concerti locali organizzati a Toronto, dove ha iniziato a entrare in contatto con la scena locale. Comincia a suonare il basso verso i 17 anni, perché, come ha spiegato, "mi è sempre piaciuta la musica e in più pensavo/speravo che la gente mi considerasse figo se suonavo in una band". Suona in numerose piccole band create con gli amici o all'interno della scuola (come i Day by Day o i Change of Pace), sino a che nel dicembre 2001 viene chiamato dai Silverstein per il posto di bassista lasciato libero da Richard McWalter, trasferitosi a Victoria per studiare. Inizialmente non sa suonare il basso, ma il cantante Shane Told gli insegna come suonare le canzoni che i Silverstein avevano composto. Ha rivelato di essersi messo a piangere in occasione del primo tour della band, per strappare ai propri genitori il permesso di non andare a scuola per le due settimane di durata del tour. Ha poi aggiunto che non ha mai più pianto da quel giorno. Con lui, la band pubblica il suo secondo EP, When the Shadows Beam, con il quale ottiene un contratto dalla Victory Records.
Con la Victory nel 2003 pubblicano il loro primo album, When Broken Is Easily Fixed, con il quale cominciano a farsi notare all'interno della scena emo. È tuttavia con l'album successivo, Discovering the Waterfront, uscito nel 2005, che la band ottiene il successo, grazie a canzoni come Smile in Your Sleep e My Heroine che ottengono un notevole esito in tutto il mondo. Dopo una compilation uscita nel 2006 che include i primi due EP della band, dal nome 18 Candles: The Early Years, nel 2007 viene pubblicato il molto atteso nuovo album, Arrivals & Departures. L'album, tuttavia, dopo un buon esordio in classifica, non riesce a ripetere il successo del precedente lavoro e per molti fan rimane una delusione. Il cantante della band Shane Told ha parzialmente spiegato questo fatto dicendo che uno dei fattori che hanno portato a non ripetere l'esito di Discovering the Waterfront è stata la scelta del produttore (Mark Trombino). Registrare a Los Angeles è stata una fonte di continua distrazione per la band e Trombino ha voluto concludere le registrazioni con ritmi molto serrati, creando un clima generale abbastanza negativo. A fine 2008 ha partecipato a un concerto con gli Oceans come sostituto al basso.
Nel 2009 la band torna in studio per registrare A Shipwreck in the Sand, un concept album che viene molto bene accolto dai fan e dalla critica e che lascia molto più soddisfatta la band stessa rispetto al precedente lavoro. L'anno successivo viene anche pubblicato un DVD (Decade (Live at the El Mocambo)), registrato in occasione di quattro show suonati a Toronto (uno per ogni album) in occasione dei 10 anni della band. Sempre nel 2010, i Silverstein hanno lasciato la Victory Records dopo 8 anni e firmato un contratto per due album con la Hopeless Records. La spiegazione di questa scelta sta nel fatto che, secondo la band, alla Victory erano interessati unicamente a vendere album, senza dare la possibilità alla band di fare quello che realmente voleva fare, mentre alla Hopeless l'aspetto economico, pur importante, si affianca a quello del divertimento e la band è libera al 100% di fare la musica che vuole e come vuole. Inoltre, la band ha firmato un contratto per il Canada con la Universal. Il gruppo aveva dei legami d'amicizia con i rappresentanti delle due case discografiche da molti anni.
Con la nuova etichetta viene pubblicato un EP chiamato Transitions, che prepara l'uscita del quinto album Rescue, nel 2011. All'inizio del 2012 viene pubblicato il mini-album Short Songs, composto da undici canzoni della durata di meno di un minuto e mezzo scritte dai Silverstein, più altre undici cover dalle simili caratteristiche. Nel 2013 esce il settimo album in studio This Is How the Wind Shifts, seguito poco dopo dall'EP Four Minutes Being Cool in occasione del Record Store Day.
Tra le sue band preferite ha citato: Hot Water Music, Lifetime, Pedro the Lion, Refused, Kid Dynamite, Strike Anywhere, Jawbreaker, Smashing Pumpkins, Get Up Kids, Mew, Against Me!, The Beach Boys, The Smiths, Owen, The Weakerthans, Alkaline Trio, Mineral, Knapsack, Comeback Kid, Operation Ivy, Grade.
Gestisce un blog assieme al compagno di band Paul Marc Rousseau (i due si sono conosciuti nel 2004, quando quest'ultimo aveva solo quattordici anni), chiamato "Billy Says, Paul Marc Plays", in cui ogni mese Billy assegna a Paul una canzone da imparare e suonare con la chitarra, per poi caricare la cover definitiva della canzone.

## Vita privata
Minore di due fratelli, i suoi genitori si separano quando Billy ha 10 anni, e per un anno è mandato a vivere presso i suoi nonni a Nord, a due ore di distanza da Toronto. Quando torna in città va a vivere assieme alla madre, con il padre che torna occasionalmente in casa. Come ha raccontato, a scuola non aveva amici e veniva spesso preso in giro perché non praticava nessuno sport, e la sua esperienza scolastica è stata dunque abbastanza difficile. Con il tempo è poi tornato a riallacciare un rapporto con il padre.
Nel tempo a disposizione tra un tour e l'altro, lavora presso Sneaky Dee's, un famoso locale di Toronto. In futuro pensa di volere aprire un proprio ristorante. Nel frattempo ha esposto alcune sue fotografie e disegni realizzati assieme all'amico Chris Robertson per la mostra "Our Drive to Mexico", realizzata dal 27 al 31 marzo 2014 presso l'Hunt Club di Toronto.
È un appassionato collezionista di dischi e ha pubblicato sul sito dei Silverstein la sua collezione completa: . Possiede quasi tutti i dischi degli Hot Water Music e la sua collezione è una delle più complete al mondo. È vegano e dai 14 ai 26 anni è stato anche straight edge; successivamente ha iniziato ad appassionarsi alle bevande alcoliche per assaggiarne i differenti sapori, e in particolare la sua bevanda preferita è la birra.
Ha un tatuaggio che raffigura un disegno da Hug O' War, una poesia di Shel Silverstein, l'autore canadese da cui la band ha preso il nome. Ha supportato attivamente Skate4Cancer, una fondazione per la prevenzione dei tumori. Attualmente vive a Toronto.

## Discografia

### Con i Silverstein
- 2002 - When the Shadows Beam (EP)
- 2003 - When Broken Is Easily Fixed
- 2005 - Discovering the Waterfront
- 2006 - 18 Candles: The Early Years (compilation)
- 2007 - Arrivals & Departures
- 2009 - A Shipwreck in the Sand
- 2010 - Decade (Live at the El Mocambo) (live)
- 2010 - Transitions (EP)
- 2011 - Support Your Local Record Store (EP)
- 2011 - Rescue
- 2012 - Short Songs
- 2013 - This Is How the Wind Shifts
- 2013 - Four Minutes Being Cool (EP)